# شجرة بي
وينبغي عدم الخلط مع التسلسل الثنائي الشجري (بالإنجليزية: Binary tree)‏
شجرة بي (بالإنجليزية: B-tree)‏ في علوم الحاسب هي بيانات متسلسلة شجريا ومتوازنه ذاتيًا وهي تساعد على بقاء البيانات مرتبة وتسمح بالبحث  ووالوصول المتسلسل والإدراج والحذف في ما يسمى الزمن اللوغاريتي , أشجار بي هي تعميم للبحث الشجري الثنائي فقد العقدة الواحدة يمكن أن يكون لها أكثر من ابنين (Comer 1979, p. 123). وعلى عكس البيانات المتسلسلة شجريا والمتوازنة ذاتيًا، شجرة بي هي الحل الامثل للنظم التي تقراء وتكتب الكميات الكبيرة من البيانات، بي تري هي مثال جيد لبنية البيانات للذاكرة الخارجية وهي مستخدمة بكثرة في قواعد البيانات ونظم الملفات.

## نظرة عامة

A B-tree (Bayer & McCreight 1972) of order 5 (Knuth 1998).

### متغيرات
مصطلح شجرة بي قد يشير إلى تصميم معين أو أنه قد يشير إلى فئة عامة للتصاميم a General Class of Designes , بمعنى أن شجرة بي تخزن مفاتيحها في Nodes داخلية ولا تحتاج ان تخزن هذه المفاتيح في سجلات في leaves ,
- في بي + تري
- في بي * تري
- يمكن تحويل بي - تري إلى نظام شجري متسلسل مرتب ثابت وهذا يسمح بسرعة البحث أو البحث المتسارع عن السجلات بالترتيب المفتاحي أو احصاء عدد السجلات بين أي سجلين ويفيدنا في عدة عمليات أخرى.[1]